# Aspishuggorm
Aspishuggorm (Vipera aspis) är en giftig ormart i familjen huggormar (Viperidae). Det är en medelstor huggorm med en medellängd på 60-65 centimeter. Hanar når en maxlängd på 85 centimeter, honor är sällan längre än 75 centimeter.

## Utbredning och habitat
Aspishuggormen förekommer i Frankrike, Andorra, nordöstra Spanien, i Tysklands allra sydvästligaste gränstrakter mot Frankrike, Schweiz, Monaco, öarna Elba och Montecristo, Sicilien, Italien, San Marino och nordvästra Slovenien och även på den kroatiska delen av Istrien. 

## Levnadssätt
Aspishuggormen jagar genom att lägga sig i bakhåll. Dess byten innefattar ödlor, små fåglar och små däggdjur. Själv kan den bli byte för exempelvis ormvråk.

## Giftighet
Aspishuggormen är giftig och dess bett har orsakat dödsfall. Ungefär 4 procent av alla obehandlade fall där en aspishuggorm har bitit en människa uppskattas ha orsakat dödsfall (1971). Arten ligger bakom cirka 90 procent av ormbetten i Italien (1974).